# Duma Państwowa Federacji Rosyjskiej
Duma Państwowa Zgromadzenia Federalnego Federacji Rosyjskiej (ros. Государственная дума Федерального собрания Российской Федерации, Государственная дума, ГД) – nazwa izby niższej parlamentu Federacji Rosyjskiej (Zgromadzenia Federalnego). Składa się z 450 deputowanych wyłanianych w wyborach na 5-letnią kadencję.

## Charakterystyka
Obecnie zasiada w niej 326 deputowanych z partii Jedna Rosja, 57 z partii komunistycznej (Komunistyczna Partia Federacji Rosyjskiej), 28 z partii Sprawiedliwa Rosja, 21 z Liberalno-Demokratycznej Partii Rosji (Władimira Żyrynowskiego), 15 z partii Nowych Ludzi, 1 z Rodina, 1 z Partii Wzrostu, 1 z Platformy Obywatelskiej oraz 1 niezrzeszony. Duma Państwowa wraz z Radą Federacji tworzy Zgromadzenie Federalne (parlament). Duma jako parlament Rosji została reaktywowana po rozwiązaniu Związku Radzieckiego. Pierwsze wybory do Dumy odbyły się 12 grudnia 1993 wraz z wyborami do Rady Federacji i referendum konstytucyjnym. Kadencja pierwszej Dumy trwała 2 lata. Kolejne wybory odbywały się w 1995, 1999 i 2003 r.
W 2007 wybory odbyły się po raz pierwszy spośród kandydatów z list partyjnych, przy progu wyborczym 7% – do 2005 próg wynosił 5%, a deputowani byli wybierani po połowie z list partyjnych i według ordynacji większościowej w okręgach jednomandatowych.
Pracami Dumy kieruje przewodniczący i jego zastępcy, przy czym każda frakcja lub grupa deputowanych może wysunąć zastępcę przewodniczącego.